# Калгари Стампидерс
Калгари Стампидерс (англ. Calgary Stampeders) — профессиональный футбольный клуб, базирующийся в городе Калгари, провинция Альберта. Основан в 1945 году, с 1958 года выступает в Канадской футбольной лиге. Владельцем клуба является компания Calgary Sports and Entertainment. Домашние игры команда проводит на поле «Макмэн-стэдиум», вмещающем 38 205 зрителей.
За время своего существования «Стампидерс» восемь раз становились обладателями Кубка Грея. Основные успехи связаны с тренером Уолли Буоно, работавшим с командой с 1990 по 2002 год. При нём «Калгари» восемь раз занимал первое место в дивизионе и три раза выиграл Кубок Грея.

## История

### Ранние годы
«Калгари Стампидерс» были основаны в 1945 году группой инвесторов, в состав которой входил ставший главным тренером Дин Гриффинг. Первый матч в истории команды состоялся 27 октября 1945 года, «Стампидерс» со счётом 3:1 обыграли «Реджайну Рафрайдерс». В 1946 и 1947 годах команда, лидером которой был раннинбек Пол Роу, играла в финале Западного межпровинциального футбольного союза, оба раза уступив «Виннипег Блу Бомберс».
Перед началом сезона 1948 года новым главным тренером клуба стал Лес Лир. Костяк команды был сформирован вокруг американцев квотербека Кита Спейта и ресивера Вуди Строуда, а также канадцев Нормана Квонга, Седрика Джайлса, Рода Пантейджеса и Норма Хилла. Сезон 1948 года «Стампидерс» прошли без поражений и в матче за Кубок Грея со счётом 12:7 обыграли «Оттаву Раф Райдерс». В следующем году, усилившись тайт-эндом Эззреттом Андерсоном, команда снова дошла до финала, где проиграла «Монреалю». 
В последующие годы череда неудачных сезонов привела к нескольким сменам тренеров. В 1952 году был уволен Лир, а пост тренера последовательно занимали Боб Снайдер, Ларри Симеринг, Джек Хеннемайр и Отис Дуглас. В 1954 году бегущий команды Хоуард Во стал первым в истории канадского футбола игроком, набравшим 1 000 выносных ярдов за сезон. После завершения сезона 1957 года, в котором «Стампидерс» дошли до полуфинала плей-офф, на пост генерального менеджера был назначен Джим Финкс. С его приходом началась перестройка команды, хотя ещё два сезона подряд «Калгари» выступал неудачно. За десять лет, с 1949 по 1959 год, команда одержала 54 победы при 100 поражениях.

### 1960-е годы
Пятнадцатого августа 1960 года «Стампидерс» провели свой первый матч на поле нового «Макмэн-стэдиум». В том сезоне команда дошла до полуфинала плей-офф, после чего Дуглас был уволен. Его сменил Стив Оуэн, известный по работе с клубом НФЛ «Нью-Йорк Джайентс», а меньше чем через год новым главным тренером стал Бобби Доббс. При нём команда четыре сезона подряд выходила в плей-офф, но так и не смогла добраться до финала. В этот период в «Калгари» пришёл Уэйн Харрис, ставший одним из лучших лайнбекеров в истории Канадской футбольной лиги. Ещё одной звездой команды был раннинбек Ловелл Коулман, ставший первым в истории клуба обладателем приза Самому выдающемуся игроку КФЛ.
После завершения сезона 1964 года Доббс подал в отставку, его преемником стал Джерри Уильямс. В 1967 году он был признан Лучшим тренером КФЛ, а квотербек «Стампидерс» Пит Лиск установил рекорд лиги, сделав сорок пасовых тачдаунов. Несмотря на это, «Калгари» проиграл финал Западной конференции «Саскачевану». В последующие четыре года эти команды неизменно встречались между собой в полуфинале плей-офф. В 1968 году команда впервые за двадцать лет вышла в финал Кубка Грея, где проиграла «Оттаве» со счётом 21:24. После этого на пост главного тренера был назначен Джим Дункан.

### Второй титул и двадцать лет спада
Начало 1970-х годов выдалось для «Стампидерс» успешным. Дважды подряд команда выходила в финал Кубка Грея. В первом из них она уступила «Монреалю», а в 1971 году со счётом 14:11 были обыграны «Торонто Аргонавтс». Самым ценным игроком победного финала стал Уэйн Харрис, другими звёздами команды были братья Джон и Джо Форзани. Однако, стать династией у «Стампидерс» не получилось. Начиная с 1972 года, у команды начался затяжной спад. В составе появлялись яркие игроки, такие как Том Форзани и Уилли Берден, но в плей-офф «Калгари» выйти не могли. Пост главного тренера после Дункана поочерёдно занимали Джим Вуд, Боб Бейкер, Джо Тиллер и Джек Готта. При последнем «Стампидерс» выходили в плей-офф в сезонах 1978 и 1979 годов, но до финала дойти не сумели.
В 1984 и 1985 годах команда под руководством Стива Буратто и Бада Райли занимала последнее место в Западном дивизионе. К этому моменту посещаемость домашних игр «Калгари» упала ниже 15 000 зрителей в среднем на игру, возникла угроза банкротства. Избежать такого исхода удалось при помощи кампании под лозунгом Save Our Stamps, позволившей продать 22 000 сезонных абонементов. Под руководством Боба Веспазиани «Стампидерс» в 1986 году выиграли одиннадцать матчей при семи поражениях и вышли в полуфинал плей-офф, а квотербек Рик Джонсон стал лидером лиги по количеству тачдаунов. Веспазиани был уволен после неудачного старта сезона 1987 года, а пришедший на его место Лэри Кухарик вновь вывел команду в плей-офф. Главным же итогом десятилетия стал приход на пост президента клуба Норма Квонга, легенды не только команды, но и всей лиги в целом.

### Эра Уолли Буоно

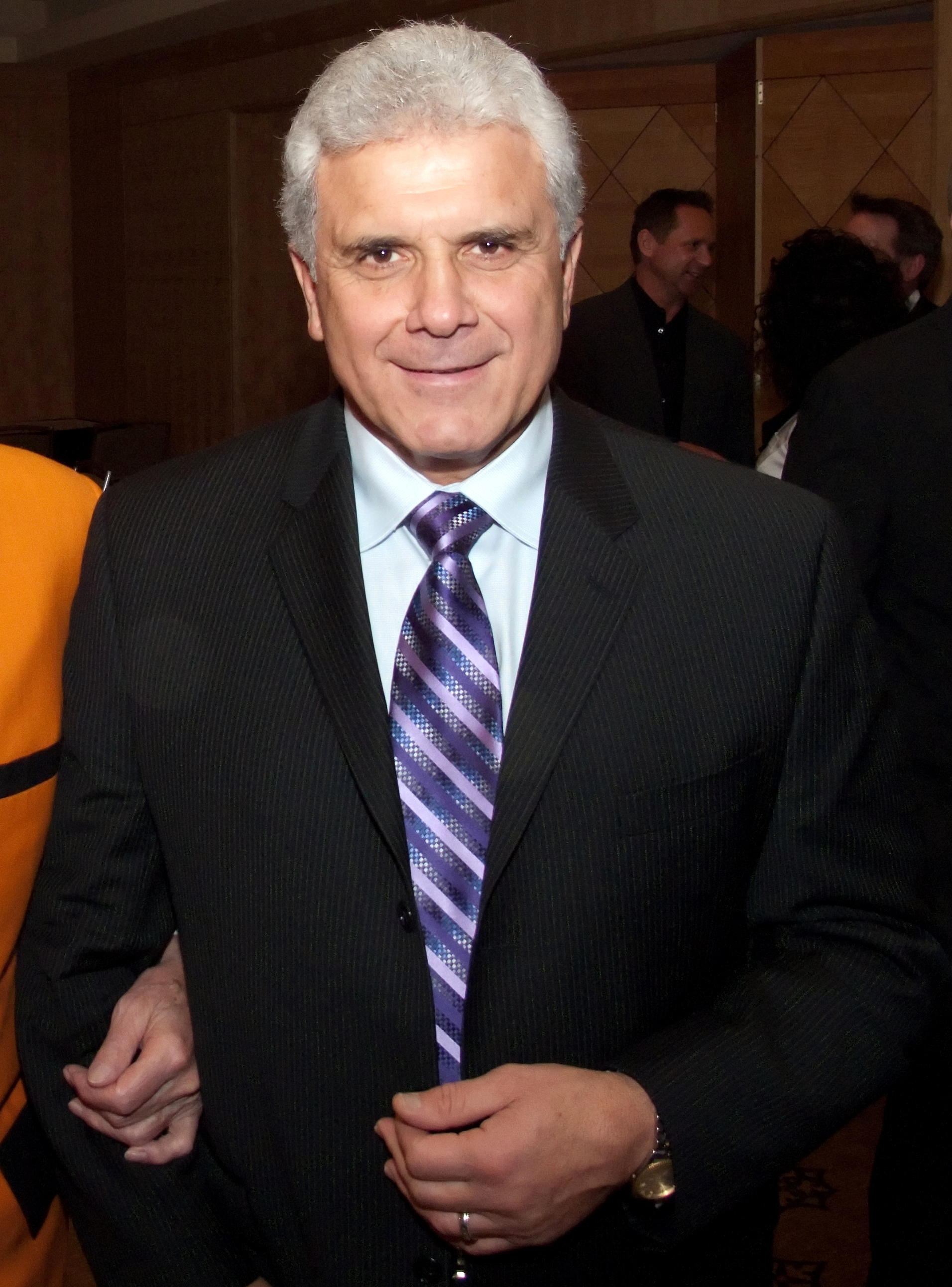
Уолли Буоно, один из лучших тренеров в истории команды.

В 1990 году должность главного тренера «Калгари» занял Уолли Буоно, до этого работавший координатором защиты. Состав команды пополнился четырнадцатью новичками, но столь серьёзное обновление не помешало ей занять первое место в Западном дивизионе и дойти до финала конференции. Годом позже Буоно вывел «Стампидерс» в финал Кубка Грея, где команда проиграла «Торонто» со счётом 21:36. В октябре 1991 года владельцем клуба стал бизнесмен и продюсер Ларри Рикман. Через четыре месяца он подписал контракт со звёздным квотербеком Дагом Флути, который по итогам сезона получил награду Самому выдающемуся игроку КФЛ. «Стампидерс» вышли в финал Кубка Грея, где победили «Виннипег» 24:10 и завоевали первый с 1971 года титул. В 1994 году команда установила рекорд лиги по результативности, набрав 698 очков в регулярном чемпионате, но в плей-офф остановилась в финале Западной конференции.
Снова выйти в финал Кубка Грея «Стампидерс» смогли в 1995 году, но проиграли его «Балтимор Стэллионс». По ходу этого сезона свой последний матч за команду сыграл Флути, уступивший место в составе Джеффу Гарсии. Долги клуба привели к тому, что Рикман продал его Сигу Гутше. «Калгари» продолжал доминировать в своём дивизионе, год за годом выходя в плей-офф. Несмотря на такую стабильность, выиграть следующий титул удалось лишь в 1998 году, когда филд-гол Марка Маклафлина на последних секундах принёс «Стампидерс» победу над «Гамильтон Тайгер-Кэтс» со счётом 26:24. Годом позже соперники снова встретились в финале, но на этот раз исход был противоположным. Пятый Кубок Грея команда выиграла в 2001 году в обновлённом составе: стартовым квотербеком был Маркус Крэндалл, а ранее «Калгари» покинул рекордсмен клуба по числу тачдаунов на приёме Аллен Питтс. В октябре того же года новым владельцем команды стал бизнесмен Майкл Фетерик, настоявший на включении в состав своего сына Кевина. Последующие перестановки в руководстве привели к тому, что в январе 2003 года Уолли Буоно подал в отставку с поста главного тренера.

### Смена власти и новые трофеи

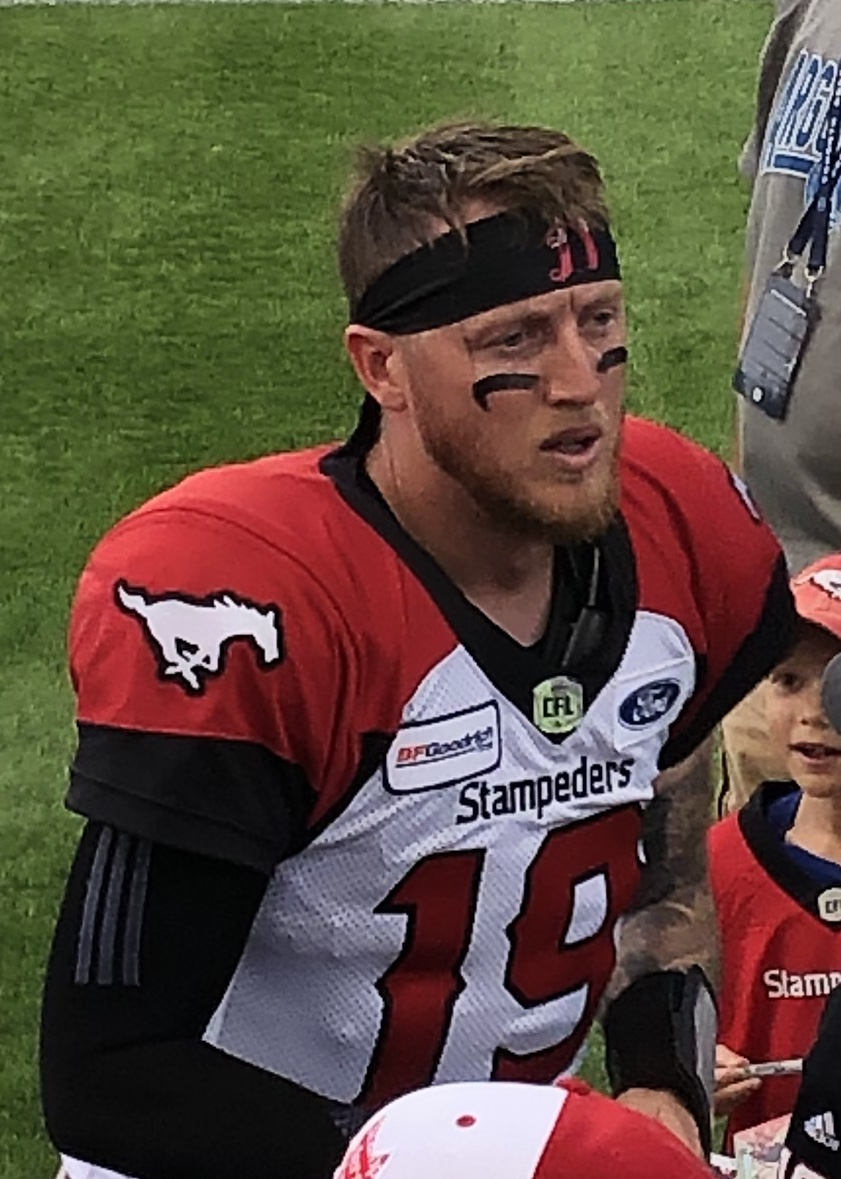
Квотербек команды Бо Леви Митчелл.

За два последующих года в «Стампидерс» сменилось несколько президентов и главных тренеров. Оба сезона команда заканчивала на последнем месте в дивизионе. В январе 2005 года Фетерик продал клуб группе, в состав которой входил Джон Форзани. За этим вновь последовали перестановки в руководстве, главным тренером был назначен Джим Баркер. Сильно изменился и состав. Стартовым квотербеком стал Хенри Баррис, годом позже в «Стампидерс» пришли Ник Льюис и Джермейн Коупленд, составившие один из лучших дуэтов принимающих в лиге. Пришедший на пост главного тренера в 2008 году Джон Хафнейгел сходу привёл «Калгари» к победе в Кубке Грея, шестой в истории. 
Ещё одной звездой команды стал бегущий Джон Корниш. В 2013 году он был признан Самым выдающимся игроком КФЛ и получил Приз имени Лу Марша, вручаемый лучшему канадскому спортсмену. До Корниша лауреатом обеих этих наград становился только квотербек Расс Джексон. Спустя год место стартового квотербека «Стампидерс» занял Бо Леви Митчелл. Сезон 2014 года команда завершила своей седьмой победой в Кубке Грея. Через год после этого триумфа Хафнейгел оставил пост главного тренера, сосредоточившись на обязанностях президента и генерального менеджера клуба.

### Эра Дэйва Дикенсона
Новым наставникок команды стал Дэйв Дикенсон. В 2016 году «Стампидерс» под его руководством выиграли пятнадцать из восемнадцати матчей, установив рекорд лиги для тренеров-дебютантов. Митчелл был признан Самым выдающимся игроком лиги, раннинбек Джером Мессам получил награду лучшему канадскому футболисту, Дерека Денниса назвали лучшим линейным, ресивер Даварис Дэниелс стал лучшим новичком сезона. Дикенсона признали Тренером года.
Дважды подряд, в 2016 и 2017 годах, «Калгари» уступал в финале Кубка Грея. Только с третьей попытки Дикенсону удалось выиграть трофей. Сезон 2018 года «Стампидерс» завершили победой над «Оттавой Редблэкс». Героями этого сезона стали квотербек Митчелл, получивший вторую в карьере награду Самому выдающемуся игроку лиги и приз Самому ценному игроку Кубка Грея, и ресивер Лемар Дюрант, признанный лучшим канадским игроком КФЛ. 

## Победы в Кубке Грея
| Год  | Чемпион             | Счёт  | Финалист              | Место                           |
| ---- | ------------------- | ----- | --------------------- | ------------------------------- |
| 1948 | Калгари Стэмпэйдерс | 12:7  | Оттава Раф-Райдерс    | Стадион Варсити, Торонто        |
| 1971 | Калгари Стэмпэйдерс | 14:11 | Торонто Аргонавтс     | Стадион Империи, Ванкувер       |
| 1992 | Калгари Стэмпэйдерс | 24:10 | Виннипег Блу-Бомберс  | Центр Роджерса, Торонто         |
| 1998 | Калгари Стэмпэйдерс | 26:24 | Гамильтон Тайгер-Кэтс | Стадион «Канад-Иннс», Виннипег  |
| 2001 | Калгари Стэмпэйдерс | 27:19 | Виннипег Блу-Бомберс  | Олимпийский Стадион, Монреаль   |
| 2008 | Калгари Стэмпэйдерс | 22:14 | Алуэтт де Монреаль    | Олимпийский Стадион, Монреаль   |
| 2014 | Калгари Стэмпэйдерс | 34:23 | Гамильтон Тайгер-Кэтс | Стадион «Би-Си Плэйс», Ванкувер |
| 2018 | Калгари Стэмпэйдерс | 27:16 | Оттава Редблэкс       | Стадион Содружества, Эдмонтон   |